# Embraer Legacy 600
Embraer Legacy 600 – biznesowy samolot z rodziny Embraer ERJ 145. Legacy może zabrać na pokład 13 pasażerów i trzech członków załogi. Przez cały okres produkcji stworzono 289 sztuk tego samolotu (według stanu na 31 grudnia 2020).

## Produkcja
| Rok   | 2002 | 2003 | 2004 | 2005 | 2006 | 2007 | 2008 | 2009 | 2010 | 2011 | 2012 | 2013 | 2014 | 2015 | 2016 | 2017 | 2018 | 2019 | 2020 | Suma |
| ----- | ---- | ---- | ---- | ---- | ---- | ---- | ---- | ---- | ---- | ---- | ---- | ---- | ---- | ---- | ---- | ---- | ---- | ---- | ---- | ---- |
| Ilość | 8    | 13   | 13   | 20   | 27   | 36   | 36   | 18   | 11   | 13   | 17   | 21   | 18   | 12   | 9    | 7    | 4    | 5    | 1    | 289  |

## Wypadki i incydenty
W 2006 roku samolot Embraer Legacy 600, należący do amerykańskiego przewoźnika ExcelAire, lecący z Rio de Janeiro do Manaus, w połowie drogi zahaczył skrzydłem o Boeinga 737-800 lecącego w przeciwnym kierunku. W wyniku zderzenia urwał się Embraerowi lewy statecznik poziomy. Załodze udało się wylądować na lotnisku Cachimbo należącym do wojska. Podczas zderzenia od Boinga 737 odpadła połowa lewego skrzydła, co spowodowało wpadnięcie samolotu w korkociąg i zderzenie z ziemią. Wszystkie osoby na pokładzie Boeinga zginęły. Do zderzenia doszło w stanie Mato Grosso w Brazylii.
23 sierpnia 2023 w pobliżu miejscowości Kużenkino doszło do katastrofy lotniczej prywatnego samolotu Embraer Legacy 600 lecącego z Moskwy do Sankt Petersburga. Zginąć miało dziesięć osób, wszystkie znajdujące się na pokładzie. Według rosyjskiej państwowej agencji medialnej TASS, na liście pasażerów lotu mieli znajdować się Jewgienij Prigożyn oraz Dmitrij Utkin, dowódcy najemników z grupy Wagnera. Powiązany z grupą Wagnera kanał na komunikatorze Telegram stwierdził, że odrzutowiec, w którym leciał Prigożyn, został zestrzelony przez rosyjską obronę powietrzną.